# Sursk
Sursk (russisch Сурск) ist eine Kleinstadt in der Oblast Pensa (Russland) mit 7034 Einwohnern (Stand 14. Oktober 2010).

## Geographie
Die Stadt liegt etwa 90 km östlich der Oblasthauptstadt Pensa am linken Ufer der Sura, einem rechten Nebenfluss der Wolga.
Sursk gehört zum Rajon Gorodischtschenski und befindet sich etwa 20 km südlich von dessen Verwaltungssitz, der Kleinstadt Gorodischtsche.
Die Stadt liegt unweit der Eisenbahnstrecke Rjaschsk–Pensa–Sysran (Station Assejewskaja).

## Geschichte
Ein Ort an Stelle der heutigen Stadt entstand in der Nähe des älteren Dorfes Nikolskoje 1849 unter dem Namen Nikolski Chutor im Zusammenhang mit der Errichtung einer bedeutenden Weberei.
1928 wurde der Ort Siedlung städtischen Typs. Während des Zweiten Weltkriegs wurde eine Maschinenfabrik aus Wyschni Wolotschok im Westteil der Sowjetunion nach Nikolski Chutor verlagert. Im August 1953 erhielt der Ort unter dem heutigen Namen (nach dem Fluss) das Stadtrecht.

### Bevölkerungsentwicklung
| Jahr | Einwohner |
| ---- | --------- |
| 1897 | 829       |
| 1926 | 3.566     |
| 1939 | 7.222     |
| 1959 | 11.608    |
| 1970 | 10.036    |
| 1979 | 9.839     |
| 1989 | 9.920     |
| 2002 | 7.981     |
| 2010 | 7.034     |

Anmerkung: Volkszählungsdaten

## Wirtschaft
Stadtbildendes Unternehmen ist die Weberei Surskaja manufaktura (früher Textilkombinat). In der Weberei wurden u. a. die Leinwände für das Panorama Stalingrader Schlacht in Wolgograd (1982) und für das Bauernkriegspanorama in Bad Frankenhausen (Deutschland) gewebt.
Daneben gibt es Betriebe der Lebensmittelindustrie.

## Söhne und Töchter der Stadt
- Tatjana Muraschkina (* 1957), Physikerin und Hochschullehrerin